# Hospital de Santa Isabel (Soria)
El Hospital de Santa Isabel fue un antiguo hospital de la ciudad de Soria. Fue fundado en el siglo XVI y desapareció definitivamente en la segunda mitad del siglo XX.

## Historia
Isabel Rebollo, viuda del licenciado Pedro Calderón, fundó en 1510 un hospital para pobres y para ello donó sus propias casas situadas cerca de la muralla junto a la Puerta del Rosario. En el Reglamento del Hospital en el apartado de "enfermos que se admiten", se advertía que sólo los vecinos pobres de Soria, su Barrio de Las Casas, "y demás granjas y los criados que enferman en ella, tienen derecho a ser admitidos en este Hospital, con tal que sus enfermedades no sean de las exceptuadas". Se excluían a los forasteros, a no ser que fueran pobres transeúntes. Las enfermedades que se excluían eran, niños antes del uso de razón, tísicos, gálicos (sifilíticos), tiñosos, y sarnosos. Se admitía a los paralíticos y reumáticos "si sus indisposiciones no les permiten andar pidiendo limosna por las calles". Tampoco se admitían locos o dementes, ni los viejos achacosos, porque "en este caso sería más este establecimiento hospicio que hospital, y sus escasos fondos estaban limitados para pobres enfermos".
El 23 de julio de 1654 se contratan unas obras de reparación a cargo del maestro cantero Antonio Pérez. A finales del siglo XVIII la Sociedad Económica de Amigos del País contribuyó para que no se cerrara el hospital con una aportación de 3.000 reales.
Fue incendiado por el general José Joaquín Durán en la Guerra de la Independencia. En 1835 se produce la desamortización de Mendizábal y el hospital es clausurado, trasladándose al también desamortizado Convento de San Francisco. Queda entonces en manos de la Diputación Provincial. Entre 1835 y 1970 el hospital de Santa Isabel recibe en su nueva ubicación a la congregación de Hijas de la Caridad y finalmente en el año 1970 se traslada al Hospital Virgen del Mirón en la Carretera de Logroño.

## Descripción
Tras la Guerra de la Independencia y la desamortización del hospital, aún se conservaba el perímetro de los muros y la capilla que perduró hasta principios del siglo XX. A partir del plano catastral de 1868 podemos saber la disposición de esta capilla, de planta rectangular y orientada al este cuyo muro sur daba a la calle Santo Tomé. Además del acceso, solo denotaba su existencia una pequeña espadaña con una única campana colocada sobre la cornisa. En fotografías de principios del siglo XX se puede observar la sobria y pobre imagen que el edificio tenía. En su interior se veneraba el Santo Cristo de la Salud.